# Scuola di Santa Maria e di San Cristoforo dei Mercanti
La Scuola di Santa Maria e di San Cristoforo dei Mercanti abritait une école de dévotion et de charité de Venise. 
Elle est située sur le campo Madonna dell'Orto au 3519-3520 fondamenta de la Madona de l'Orto dans le sestiere de Cannaregio.

## Historique
Depuis 1377 résida ici une confraternité invocant saint Christophe. 
En 1570, s'y unissait l'autre confrérie de la Misercorde et de San Francesco dei Mercanti, provenant du campo S.M. Gloriosa dei Frari.
Actuellement, le bâtiment fonctionne comme oratoire du patronage des jeunes délinquants, sous l'appellation de Pie IX.

## Description
{...}